# Velezzo Lomellina
Velezzo Lomellina (lombardul: Vlèss Ümléna) település Olaszországban, Lombardia régióban, Pavia megyében. Lakosainak száma 92 fő (2023. január 1.). Velezzo Lomellina Cergnago, Olevano di Lomellina, San Giorgio di Lomellina, Semiana, Valle Lomellina, Zeme és Lomello községekkel határos.

## Népesség
A település lakossága az elmúlt években az alábbi módon változott:
| Lakosok száma | 98   | 102  | 92   |
|               | 2017 | 2018 | 2023 |